# Davy-lámpa

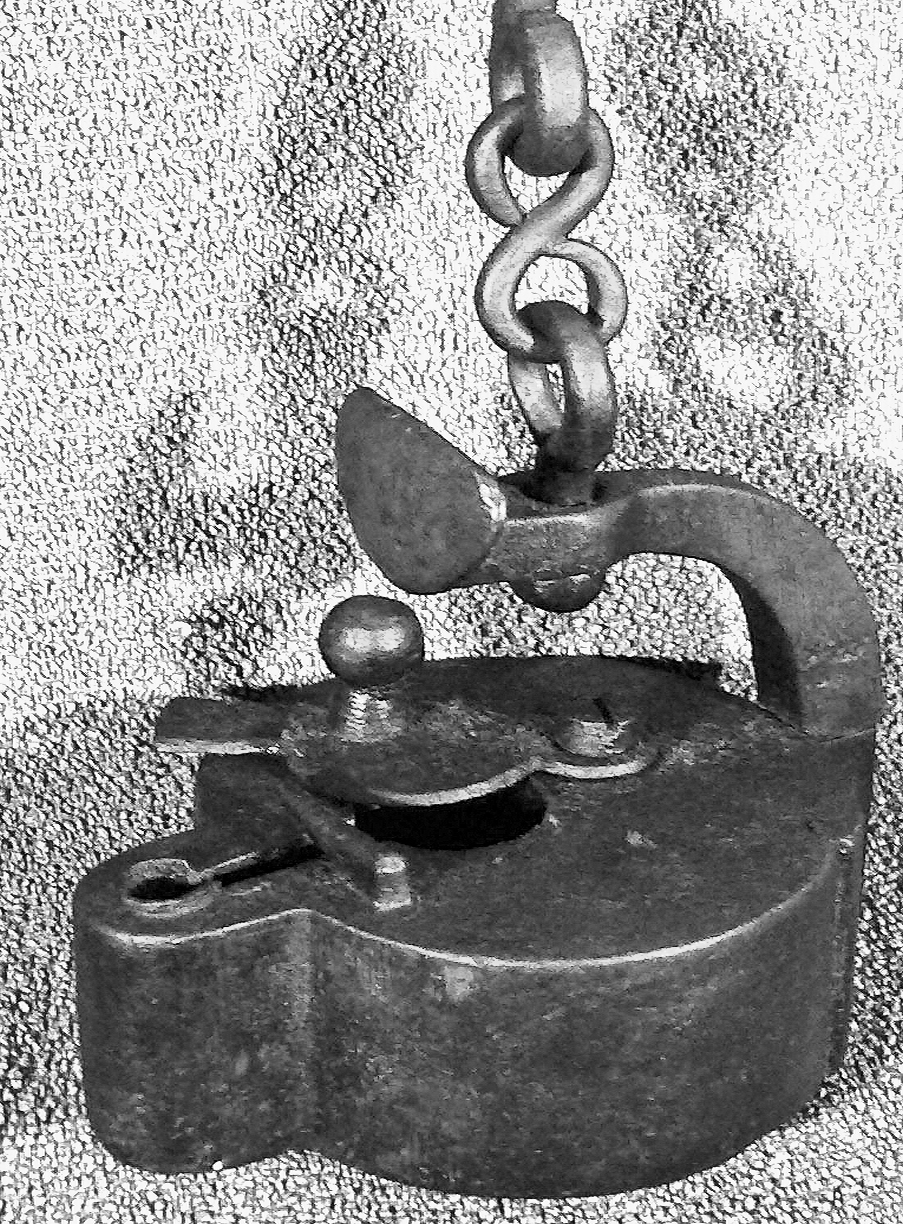
Olajmécses

A földalatti bányászatban a termelési mélység növekedésével, elsősorban a szénbányászatban az 1800-as évek elején egyre gyakoribbá vált a sújtólégrobbanás, ami sok bányász életét követelte. Ennek oka legtöbbször a nyílt láng használata volt: az akkoriban elterjedt világítóeszközök lángja szabadon égett a bányalevegőben, s a felgyülemlett metánt belobbanthatta vagy berobbanthatta. A legelterjedtebb világítóeszköz az olajmécses volt, melynek létezett védősapkára szerelt változata is, hogy a bányász mindkét kezét használni tudja. Széles körben alkalmazták a közönséges fáklyákat és gyertyákat is.
Kezdeti lépésnek tekintik, hogy James Spedding angol bányamérnök kísérletekkel bizonyította, hogy ha a szikra hőmérséklete nem éri el a 650 °C-ot (azaz a sújtólég gyulladási hőmérsékletét), az nem robbantja be a sújtóléget. Erre a felismerésre alapozva szerkesztette meg az acélmalmot (steel mill), mely szikrákat képzett egy gyorsan forgatott acélkorong és a hozzá szorított tűzkő között, s ezzel egy gyengén világító szikracsóva jött létre. A szikracsóvában az elemi szikrák izzási ideje több másodpercig tartott, és ez több alkalommal robbanásokat okozott. A belga, francia és angol bányákban széles körben alkalmazott „szikragép” használatát egy 1810-ben bekövetkezett franciaországi sújtólégrobbanás után azonnal betiltották.

## A Davy-lámpa elve
Az angliai szénbányákban egyre súlyosabb gonddá vált a sújtólég belobbanása, emiatt az 1800-as évek elején bányákat kellett felhagyni. Komoly bizonytalansági tényező lett a biztonságos világítás hiánya, már-már akadályozta a szénbányákban a termelés fokozását.
Humphry Davy angol kémikus kísérletei során felfedezte, hogy a sűrű szövésű drótszövet a rajta áthatoló lángot annyira lehűti, hogy az a sújtólég gyulladási hőmérsékletét nem éri el. Ez a biztonsági lámpa alapelve, aminek első példányait 1816-ban készítették el.
A Davy-lámpa volt az első világítóeszköz, ami nem robbantotta be a felgyülemlett metánt. Davy kísérletei kimutatták, hogy sújtólégrobbanás csak akkor következik be, ha a levegő metántartalma 5–15% között van. 5% metán tartalom alatt a gáz a lámpában égési pótanyagot jelent, és a láng fölött aureóla keletkezik. 15% metántartalom felett már nincs elegendő oxigén a robbanáshoz és csak újból égés következhet be.

## A Davy-lámpa kialakítása

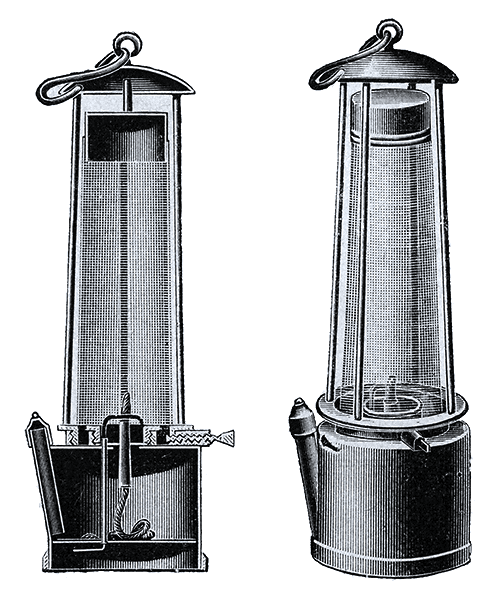
Davy-lámpa alapváltozata.

Az 1816-ban bemutatott és használatba vett lámpa alsó része egy olajtartály volt, amibe egy állítható magasságú kanóc merült be. Az égésteret közvetlenül az olajtartályra épített drótháló vette körül, azon egy zárt kosarat alkotva. Az alsó olajtartályt és a drótkosarat egy hordozó szerkezet fogta össze. A lámpa nagy hátránya volt a kis fényerő, amit a drótkosár kormozódása tovább rontott. A bányászok biztonságérzete fokozódott az első lámpákkal, de a könnyelmű bánásmód miatt a bányászatban a balesetek gyakorisága nem csökkent. A lámpa szerkezetét tovább kellett fejleszteni és rendszabályokat kellett bevezetni a biztonságos használat érdekében.

## A Davy-lámpa fejlesztése
A használat kezdetén jelentkező nehézségek miatt a lámpát folyamatosan fejlesztették. Az angol William Clanny 1839-ben az olajtartály és a drótkosár közé egy üveghengert illesztett légmentes zárással. Ezzel a megoldással a lámpa fényereje megnövekedett. A biztonság fokozása érdekében kettős drótkosarat alkalmaztak. Kísérletekkel bizonyították, hogy a lámpa akkor biztonságos, ha a drótkosár felületén négyzetcentiméterenként 144 egyforma nyílás van (144 csokros szitaszövés), és az elemi szálak 0,2-0,3 mm vastagságúak, anyaguk réz.
Wolf német bányamérnök tökéletesítette tovább a biztonsági bányalámpát. Olaj helyett benzint alkalmazott, megoldotta a lámpa meggyújtását annak szétszerelése nélkül, állíthatóvá tette a láng magasságát, biztonsági zárszerkezetet alakított ki (mágnes-zár) a lakat-zár helyett, melyet a használó nem tudott kinyitni. Később a kettős drótkosarat légterelő köpennyel fogták körül, hogy az áramló levegő ne sodorja a lángot a drótkosarakhoz.

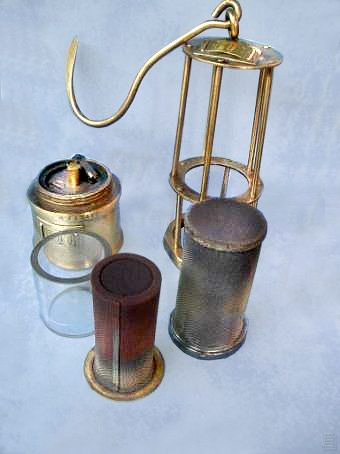
A Davy-lámpa bontott képe

## Alkalmazás metánmérésre
Már korán felismerték, hogy a láng fölött kialakuló fényudvar (aureóla) magassága a levegő metántartalma szerint azzal egyenes arányban növekszik. A pontosabb mérés érdekében a védő üveghengert skálabeosztással látták el. A mérési tartomány 0,5-4,5%, mérési pontosság: 0,5%. A metántartalom mérése a következők szerint történt:
- a lámpa lángját borsószem nagyságúra kellett beállítani, az alsó levegőbeáramló nyílást elzárni,
- a lámpát tenyérre helyezve a bányász a bányatérség legmagasabb része közelébe emelte, ugyanis a metán könnyebb lévén a levegőnél ott gyűlt össze,
- a láng fölötti aureóla magassága a metántartalommal növekszik, az a beosztáson leolvasható,
- 4,5% metántartalomnál az aureóla kitölti a drótkosarat és a láng kialszik,
- minden esetben a lámpát lassú mozdulattal kell visszaereszteni,
- kialudt lámpát újragyújtani csak friss „behúzó” légáramban szabad.

## Lámpakamrák
Az alkalmazásba vétel első időszakában a bányászoknak kötelezővé tették munkavégzés után a drótkosár alapos kitisztítását a koromtól. Ez az intézkedés nem bizonyult elégségesnek, ezért Davy és John Buddle angol bányamérnök már 1818-ban kialakította a lámpakamrák rendszerét. A bányászok a munkavégzés után leadták a lámpákat egy erre a célra rendszeresített szolgálatnál. A szolgálat dolgozói megvizsgálták a lámpák állapotát, elvégezték azok kitisztítását, olajjal (később: benzinnel), kanóccal, tűzkővel feltöltötték és lezárták azokat. Kiadáskor a lámpa légzárását erre kialakított szerkezetben az átvevők sűrített levegővel ellenőrizték és meggyőződtek a mágneszár zártságáról. A kinevezett bányaaltiszt, a lámpamester kötelessége volt a lámpák használatát munkavégzés közben is ellenőrizni, és a hibás vagy sérült lámpákat azonnal kicserélni. A lámpakamrákat minden bánya rövid időn belül alkalmazásba vette. Amikor a különböző elektromos biztonsági lámpákat alkalmazták, a lámpakamrák rendszere fennmaradt, és sújtólégveszélyes bányákban a benzinbiztonsági lámpákat a felügyeleti személyek kötelesek voltak használni.

## A benzinbiztonsági lámpák hazai használata
A mecseki szénmedence vasasi üzemébe Bers Péter bányamérnök igazgató 1819-ben hozatta be az első Davy-féle lámpákat. Rendszeres használatuk csak 1830-ban kezdődött meg. A balesetmegelőzési óvórendszabályok 1980-ig előírták a kötelező használatot az alkalmazott korszerű metánmérő műszerek mellett is.